# ارنست کربس
ارنست کربس (انگلیسی: Ernst Krebs; ۴ نوامبر ۱۹۰۶ – ۲۰ ژوئیهٔ ۱۹۷۰) قایقران کانو اهل آلمان بود.